# Anne-Marie Javouhey
Anne-Marie Javouhey (Jallanges, 10 novembre 1779 – Parigi, 15 luglio 1851) è stata una religiosa francese, fondatrice della congregazione delle Suore di San Giuseppe di Cluny. Nel 1950 papa Pio XII l'ha beatificata.

## Biografia
Nata a Jallanges, nella Côte-d'Or, da una famiglia di modeste condizioni, all'età di sette anni si trasferì con i genitori a Chamblanc.
Nel 1800 decise di abbracciare la vita religiosa ed entrò nel noviziato delle Suore della Carità di Besançon, appena fondato da Jeanne-Antide Thouret: dopo essersi dedicata, per un certo periodo, all'insegnamento, nel 1803 decise di ritirarsi nel monastero delle trappistine di Sembrancher, nel canton Vallese, fondato da Augustin de Lestrange dopo la dissoluzione dell'ordine in Francia.
Non sentendosi attratta dalla vita contemplativa, nel 1804 la Javouhey lasciò la Trappa e tornò in patria dove, assieme a tre sue sorelle, iniziò a pensare alla fondazione di una nuova congregazione femminile dedita all'insegnamento: ebbe modo di esporre i suoi progetti anche a papa Pio VII che, dopo l'incoronazione di Napoleone, sostò a Chalon-sur-Saône e concesse alla religiosa un'udienza.
Nel 1806 aprì a Chalon una scuola per fanciulle povere, autorizzata con decreto di Napoleone del 12 dicembre 1806: il 12 maggio del 1807 la Javouhey e altre otto consorelle emisero la loro professione dei voti religiosi, dando formalmente vita alla congregazione delle Suore di san Giuseppe. Nel 1810, al tempo della guerra con la Spagna, le suore si aprirono anche all'attività ospedaliera. Nel 1812 madre Javouhey acquistò l'ex convento dei francescani recolletti di Cluny e ne fece la sede del suo istituto, che assunse così la definitiva denominazione.
Nel 1817 le suore iniziarono a dedicarsi anche all'attività missionaria nelle colonie francesi: la stessa fondatrice, nel 1822, raggiunse il Senegal e organizzò scuole e ospedali anche in Gambia e in Sierra Leone: fu poi in Guyana, dove abbracciò la causa della redenzione degli schiavi di colore (donde l'appellativo di "madre dei Negri"). Promosse anche la formazione del clero indigeno.
La sua opera venne apprezzata e sostenuta dal re Luigi Filippo, che la definì "un grand homme" (un grand'uomo).

## Il culto
La causa di beatificazione di madre Anne-Marie Javouhey venne introdotta il 13 febbraio 1908: papa Pio XII la elevò all'onore degli altari il 15 ottobre 1950.
Il suo elogio si legge nel martirologio romano al 15 luglio.